# Esthemopsis caerulea
Esthemopsis caerulea is een vlinder uit de familie van de prachtvlinders (Riodinidae).